# Глабэр, Анджей
Анджей Глабэр или Андреас Глабер из Кобылина (Andrzej (Jędrzej) Glaber z Kobylina, Andreas Gla(u)ber von bzw. aus Kobylin; ; умер после 1572) — польский астролог, медик, учитель грамматики в Варшаве и Кракове. Переводчик с латыни на польский язык краткой редакции псевдоэпиграфического перипатетического трактата «Проблемы Аристотеля» (Problemata Aristotelis); данный труд в польской редакции Глабэра был впоследствии переведён на русский язык в царствование Алексея Тишайшего.
Глабэр родился в мещанской семье Пауля Глабэра, имевшего немецкие корни. Летом 1518 года Глабэр начал учёбу в Краковской академии, степень бакалавра получил в 1520 году, а магистра в 1531 году. Помимо польского языка знал латынь, немецкий и греческий языки. С 1531 года по 1542 года (с перерывами) занимался педагогической деятельность. В 1540 году он занял кафедру астрономии в Кракове. С 1541 года — член Большого коллегиума и каноник церкви святой Анны в Кракове.
Глабэр перевёл на польский язык анатомический труд под названием «Беседы о строении человеческих членов» (1535 год). Занимался лечением инфекционных заболеваний и лечением с помощью кровопускания. Глабэр отличался широкими познаниями для своего времени; свои труды он писал почти исключительно на польском языке. Из них наибольшей известностью пользуются «Отрывки по естественным и медицинским наукам из сочинений Аристотеля».